# Γ－伽馬－ 地球防衞軍諮商課
《γ－伽馬－ 地球防衞軍諮商課》（日語：γ -ガンマ-），日本漫畫作品，作者為荻野純，於日本集英社雜誌《Jump Square》的2013年4月號至2014年11月號連載。

## 登場人物
聲優為VOMIC版。

### 主要人物
北鹿酉里（聲：伊瀨茉莉也）
生於2059年11月26日。15歲。身高142cm。血液A型。
本作主角。隸屬地球防衛軍·確陸支部·第6部隊兼諮商課。
最喜歡姐姐。但在外面會因為害羞而與姐姐保持距離。
當英雄登場或是機械人表現活躍時會十分興奮，常常表露對英雄的鍾愛。
曾經是史上最強英雄「花之美少女Lily-Cure」，現已退役，但身仍殘留有少許力量，過份使用會對身體做成負擔。
北鹿海鵬（聲：種田梨沙）
生於2058年3月10日。17歲。身高151cm。血液B型。與酉里同屬諮商課。
另一位主角。是個過份保護妹妹的好姐姐。對妹妹有著過激的愛情表現，常常有身體接觸，還會對妹妹的祼體發表意見。
本身沒有任何超能力，但有著一定的戰鬥能力，基本上擔任著英雄們的補佐。

### 英雄
Light Bright / 下岡光
海鵬的同學。操縱光的英雄。
Blue Train / 伊地知翔
Synth Silver / 池谷俊
Discharge / 中野澤雄
Mighty Blow / 摩爾斯特金斯·西卡庫克馬
Cannon Ball / 遠藤一義
Hornet Man / 八円 浩人（聲：浜添伸也）
奧圖羅曼 / 黑田新太（聲：後藤ヒロキ）

### 地球防衛軍
瑪莉娜·蕾朵妮芙
福岡美月
Mr. Lostman / 希普林·拉法藍·白朗寧
松本（聲：小松史法）
九平 美歌
羅伯特·波爾森（聲：川原慶久）

### 一般人、英雄關係者
中野沙耶
神宮寺舞

### 敵對勢力
Mr. Cell / 榊 境弼
Dr. War / 傑拉斯·諾曼
The Steel / 棗

## 出版漫畫
| 卷數 | 集英社        | 集英社                 | 文化傳信       | 文化傳信               | 青文出版社     | 青文出版社             |
| 卷數 | 出版日期      | ISBN                   | 出版日期       | ISBN                   | 出版日期       | ISBN                   |
| ---- | ------------- | ---------------------- | -------------- | ---------------------- | -------------- | ---------------------- |
| 1    | 2013年7月9日  | ISBN 978-4-08-870777-8 | 2015年8月31日  | ISBN 978-988-8320-16-5 | 2014年11月13日 | ISBN 978-986-537-444-0 |
| 2    | 2013年11月9日 | ISBN 978-4-08-870864-5 | 2015年8月31日  | ISBN 978-988-8320-17-2 | 2015年3月14日  | ISBN 978-986-537-445-7 |
| 3    | 2014年3月9日  | ISBN 978-4-08-880035-6 | 2015年10月10日 | ISBN 978-988-8320-23-3 | 2015年8月15日  | ISBN 978-986-537-446-4 |
| 4    | 2014年7月9日  | ISBN 978-4-08-880143-8 | 2015年12月17日 | ISBN 978-988-8320-24-0 |                |                        |
| 5    | 2014年11月9日 | ISBN 978-4-253-15069-9 | 2016年3月26日  | ISBN 978-988-8320-64-6 |                |                        |

## 外部連結
- ジャンプスクエア内公式サイト （页面存档备份，存于）（日語）
- 『γ -ガンマ-』 集英社ヴォイスコミックステーション-VOMIC-（日語）